# Polskie Stowarzyszenie Familiologiczne
Polskie Stowarzyszenie Familiologiczne – polskie stowarzyszenie z siedzibą w Łomiankach, mające na celu prowadzenie i promowanie badań nad rodziną, jak również promowanie samej rodziny.

## Historia i cele
Stowarzyszenie powołano 24 września 2008. Do Krajowego Rejestru Sądowego wpis uzyskano 21 stycznia 2009. Głównymi celami funkcjonowania są: podejmowanie działań zmierzających do rozwoju, promocji i propagowania nauk o rodzinie, podejmowanie działań zmierzających do promocji rodziny, uczestnictwo w kształtowaniu polityki prorodzinnej we współpracy z polskim parlamentem, instytucjami rządowymi, samorządowymi, pozarządowymi i kościelnymi, jak również uczestnictwo na prawach strony we wszelkich postępowaniach administracyjnych we wszystkich instancjach. Stowarzyszenie posiada sekcję naukową. W 2012 organizacja liczyła 94 członków zwyczajnych i dwóch wspierających, a w 2017 - 105 członków zwyczajnych. Prezesem zarządu był początkowo biskup Stanisław Stefanek, a od stycznia 2017 stanowisko to piastuje prof. Elżbieta Osewska. Od 2020 r. wiceprezesem stowarzyszenia jest ks. prof. UAM dr hab. Andrzej Pryba MSF, zaś sekretarzem zarządu dr Piotr Guzdek, familiolog i działacz pro-life

## Członkowie
Do stowarzyszenia należą m.in. profesorowie: Władysław Majkowski, Jerzy Kułaczkowski, Władysław Majkowski, Bronisław Mierzwiński, Ireneusz Mroczkowski, Andrzej Offmański, Krystyna Ostrowska, Adam Skrzeczko, Józef Stala, Marcin Stepulak, Małgorzata Stopikowska, Leon Szot, Andrzej Urbaniak, Krystian Wojaczek oraz dr Urszula Dudziak. Zmarłym członkiem był prof. Jerzy Bajda.